# 巨豬科
豨科（學名：Entelodontidae），旧称巨猪科，是一類已滅絕的雜食性偶蹄目哺乳動物，是現今的河马科及鲸豚类的遠親。牠們於始新世中期至中新世早期（37.2－15.97百萬年前）分佈在亞洲、歐洲及北美洲的森林。最大的巨豨科站立時有2.1米高，腦部有拳頭一般大。牠們吃腐肉及植物。

## 分类
本科曾長期被視為猪科的近親而歸類於猪形亚目之中，直到2009年的研究顯示本科與河马科及鲸类的關係更親近，因而歸類於鲸凹齿形类。

## 特徵

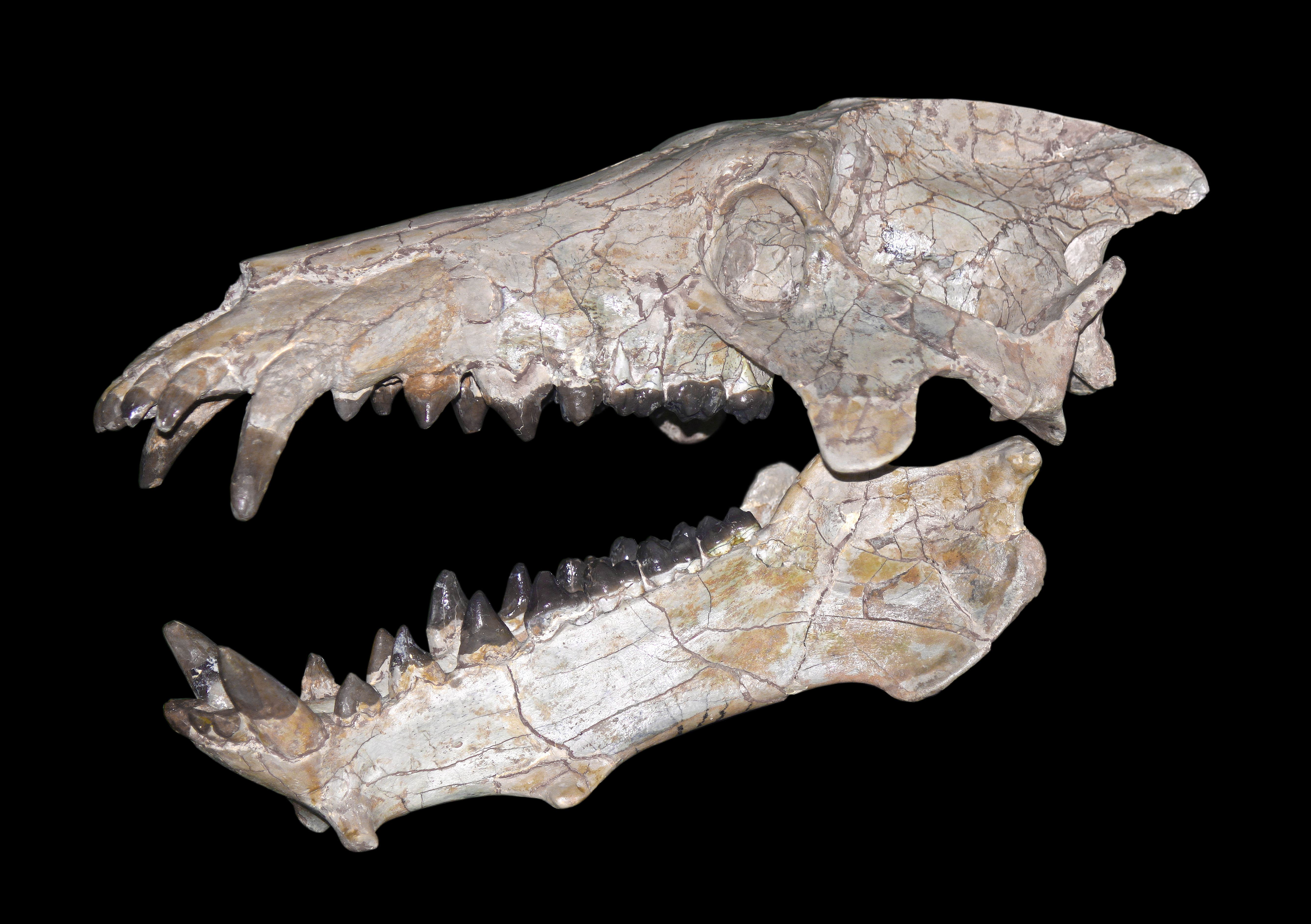
古巨豨的頭顱骨

巨豬科是較為像豬之類的動物，身體龐大，腳短而鼻口長。牠們有完整的牙齒，包括大的犬齒、重的門齒、尖銳的前臼齒及相對簡單而有力的臼齒。由此可見牠們像現今的豬一樣是雜食性的。就像其他的偶蹄目，牠們有分趾蹄，其中二趾接觸地面，餘下二趾則退化了。
由门多萨、贾尼斯及帕姆奎斯特針對巨豬科樣本所測量的質量估計其體重可達421（930磅）。
巨豬科最明顯的特徵是在頭上兩側有類似疣豬臉上的骨塊。有一些是用來連接顎骨的肌肉，但有些在雄性則較大，估計是在競爭時保護眼睛和喉嚨等細緻部位之用。巨豬科可以將嘴巴張得非常開，這項特徵通常僅發生在獵食者或食腐動物上，但巨豬科的近親河馬同樣也能將嘴巴張至150度。河馬為攻擊性強的草食動物，會透過張嘴露出其中的犬齒進行威嚇。在古巨豨科頭顱與肋骨化石上有很多同類所造成的傷痕。

## 生活模式
巨豬科生存於始新世中期至中新世早期的中國、歐洲與北美洲。在這些環境中均有生物佔有頂級掠食者的生態區位，包括獵貓科、犬熊與肉齒目，而且巨豬科的牙齒並不適合撕裂肉塊，因此牠們不大可能為掠食者。巨豬科可能跟隨史前的哺乳動物群，吃腐屍及周邊的水果、種子、根莖、樹皮、樹葉、真菌等。牠們亦可能會吃身邊生病、年老、跛足或受傷的大型動物。有些指巨豬科會捕獵獵物，但是牠們散發的氣味及噪音使其很難捕獵平原上快速的動物。牠們亦會吃細小及緩慢的動物，如蛇及雛鳥、蛋、龜等。捕獵巨豬科的有鬣齒獸。

## 大眾文化
巨豬科的完齒獸出現在BBC《與野獸共舞》第3集中。同樣的生物出現於BBC2001年重製版本的電影《失落的世界》中。
巨豬科為國家地理頻道《史前掠食動物》第4集的主角，然而節目內容稍微誇大而非完全根據科學事實。節目中介紹了美國惡地的頂級掠食者古豬獸（節目中以完齒獸稱之），以及之後牠如何演化成體型更大的凶齒豨。

## 外部連結
- 巨豬科的映像
- 巨豬科骨骼
- https://web.archive.org/web/20080214103726/http://www.keltationsart.com/Daeodon.htm
- https://web.archive.org/web/20040819204149/http://www.avph.hpg.ig.com.br/dinohyus.htm